# Cochranella ramirezi
Cochranella ramirezi es una especie  de anfibios de la familia Centrolenidae.

## Distribución geográfica
Se encuentra en Colombia.  